# Vlag van Nederweert

Vlag van Nederweert

De huidige vlag van de gemeente Nederweert werd per raadsbesluit op 24 augustus 1973 officieel vastgelegd, nadat de Hoge Raad van Adel het ontwerp had goedgekeurd.
De vlag is gebaseerd op het uit 1919 afkomstige wapen van Nederweert. De kleuren in de vlag verwijzen naar de geografische ligging van de gemeente. Het ontwerp was van de gemeente zelf. De vlag kan als volgt worden beschreven:
Drie banen van blauw, wit en groen met een hoogteverhouding van 3:2:3, de middelste baan gegolfd.

## Verwante afbeelding

Het wapen van Nederweert

Beek 
· Beekdaelen 
· Beesel 
· Bergen 
· Brunssum 
· Echt-Susteren 
· Eijsden-Margraten 
· Gennep 
· Gulpen-Wittem 
· Heerlen 
· Horst aan de Maas 
· Kerkrade 
· Landgraaf 
· Leudal 
· Maasgouw 
· Maastricht 
· Meerssen 
· Mook en Middelaar 
· Nederweert 
· Peel en Maas 
· Roerdalen 
· Roermond 
· Simpelveld 
· Sittard-Geleen 
· Stein 
· Vaals 
· Valkenburg aan de Geul 
· Venlo 
· Venray 
· Voerendaal 
· Weert